# Delegação de Socoto na Assembleia Nacional da Nigéria
A delegação de Socoto na Assembleia Nacional da Nigéria compreende três Senadores, representando Socoto Norte, Socoto Leste, e Socoto Oeste, e onze Representantes representando Socoto Norte/Socoto Sul, Binji/Silame, Urno/Rabá, Issa-Sabom-Birni, Guadaba/Iliza, Cuare/Uamaco, Gudu/Tangaza, Quebe/Tambual, Gorondo/Gada, Bodinga/Dange-Xuni/Tureta, and Xagari/Iabo.

## Quarta República

### O 4º Parlamento (1999 - 2003)
|               |                             |         |                           |           |
| Cargo         | Nome                        | Partido | Eleitorado                | Período   |
|               |                             |         |                           |           |
| Senador       | Abubakar III AliyuMai Sango | ANPP    | Socoto Norte              | 1999–2003 |
| Senador       | Gada BelloJibril            | ANPP    | Socoto Leste              | 1999–2003 |
| Senador       | Wali Abdallah               | PDP     | Socoto Sul                | 1999–2003 |
|               |                             |         |                           |           |
| Representante | Balarabe Ismaila Usman      | ANPP    | Socoto Norte/Socoto Sul   | 1999–2003 |
| Representante | Dikko Mukhtar               | ANPP    | Binji/Silame              | 1999–2003 |
| Representante | Gandi SuleYari              | ANPP    | Urno/Rabá                 | 1999–2003 |
| Representante | Gatawa SirajoMarafa         | ANPP    | Issa-Sabom-Birni          | 1999–2003 |
| Representante | Magori ZubairuS.            | PDP     | Guadaba/Iliza             | 1999–2003 |
| Representante | Mohammed Usman              | ANPP    | Cuare/Uamaco              | 1999–2003 |
| Representante | Mohammed ArewaS.            | ANPP    | Gudu/Tangaza              | 1999–2003 |
| Representante | Sanyinna AliyuUmar          | PDP     | Quebe/Tambual             | 1999–2003 |
| Representante | Shinaka ZakariMuhammed      | ANPP    | Gorondo/Gada              | 1999–2003 |
| Representante | Tureta MohammedArzika       | PDP     | Bodinga/Dange-Xuni/Tureta | 1999–2003 |
| Representante | Yabo HassanKiryo            | PDP     | Xagari/Iabo               | 1999–2003 |